# Oravská Poruba
Oravská Poruba és un poble i municipi d'Eslovàquia que es troba a la regió de Žilina, al centre-nord del país.

## Demografia
| Godina             | 1994 | 2004    | 2014    | 2024   |
| ------------------ | ---- | ------- | ------- | ------ |
| Nombre de persones | 809  | 907     | 1026    | 1083   |
| Diferència         |      | +12,11% | +13,12% | +5,55% |

| Godina             | 2023 | 2024   |
| ------------------ | ---- | ------ |
| Nombre de persones | 1085 | 1083   |
| Diferència         |      | −0,18% |